# Binas
Binas ist eine französische Gemeinde mit 658 Einwohnern (Stand: 1. Januar 2022) im Département Loir-et-Cher in der Region Centre-Val de Loire; sie gehört zum Arrondissement Blois und zum Kanton La Beauce.

## Geographie
Binas liegt etwa 32 Kilometer westlich von Orléans. Umgeben wird Binas von den Nachbargemeinden Verdes im Norden und Nordwesten, Tripleville im Nordosten, Ouzouer-le-Marché im Osten, Saint-Laurent-des-Bois im Süden, Autainville im Westen und Südwesten sowie Semerville im Nordwesten.
Hier kreuzen sich die früheren Routes nationales 825 (heutige D925) und 826 (heutige D357).

## Demografische Entwicklung
| 1962                       | 1968 | 1975 | 1982 | 1990 | 1999 | 2006 | 2017 |
| 866                        | 813  | 746  | 689  | 601  | 593  | 689  | 686  |
| Quellen: Cassini und INSEE |      |      |      |      |      |      |      |